# Калач (Махньовський міський округ)
Кала́ч (рос. Калач) — селище у складі Махньовського міського округу Свердловської області.
Населення — 53 особи (2010, 206 у 2002).
Національний склад населення станом на 2002 рік: росіяни — 95 %.